# Alberto Manga
Agustín Alberto Manga Magro (Granollers, 21 de mayo de 1980), conocido como Manga, es exfutbolista, formado en la cantera del FC Barcelona, licenciado en educación física y entrenador NIVEL 3 UEFA PRO español.

## Biografía
Fue cultivado en la cantera del Fútbol Club Barcelona. Futbolista que juega de centrocampista organizador o mediapunta. Buen golpeo del balón con la pierna izquierda.

## Clubes
| Club                          | País   | Año       |
| ----------------------------- | ------ | --------- |
| FC Barcelona B                | España | 1997-2001 |
| FC Cartagena                  | España | 2001-2002 |
| CE Mataró                     | España | 2002-2003 |
| FC Barcelona B                | España | 2003-2004 |
| Club de Futbol Gavà           | España | 2004-2008 |
| Girona FC                     | España | 2008-2010 |
| CE Sabadell                   | España | 2010      |
| Club de Futbol Badalona       | España | 2011      |
| Centre d'Esports L'Hospitalet | España | 2012      |
| Palamós Club de Fútbol        | España | 2013-2014 |